# Superfinalen 2010
La Superfinalen 2010 si disputò il 7 marzo 2010 al Color Line Stadion di Ålesund; la sfida vide contrapposte il Rosenborg campione di Norvegia in carica e la detentrice dell'ultima Coppa di Norvegia, ovvero lo Aalesund.
Il trofeo venne vinto dal Rosenborg che sconfisse per 3-1 lo Aalesund dopo che erano andati al riposo già in vantaggio di due reti.
Fu la seconda ed ultima edizione del trofeo.

## Tabellino
| Arbitro: | Skjerven (Kaupanger) |

|            |           |                                   |
| Larsen 59’ | Marcatori | 7’ Stadsgaard 26’ Prica 49’ Olsen |

| Aalesund | Rosenborg |

### Formazioni
| Aalesund        |    |                         |     |     |
|                 |    |                         |     |     |
| P               | 13 | Anders Lindegaard       |     |     |
| D               | 5  | Ville Jalasto           |     |     |
| D               | 15 | Daniel Arnefjord        | 22’ |     |
| D               | 4  | Jonatan Tollås          |     |     |
| D               | 14 | Jonathan Parr           |     | 58’ |
| C               | 19 | Peter Orry Larsen       | 22’ |     |
| C               | 10 | Johan Arneng            |     |     |
| C               | 22 | Fredrik Carlsen         |     | 58’ |
| C               | 17 | Demar Phillips          |     |     |
| A               | 25 | Diego Silva             |     | 58’ |
| A               | 8  | Tor Hogne Aarøy         |     |     |
| A disposizione: |    |                         |     |     |
| P               | 1  | Sten Grytebust          |     |     |
| D               | 11 | Pablo Herrera Barrantes |     | 58’ |
| D               | 16 | Enar Jääger             |     |     |
| C               | 2  | Amund Skiri             |     |     |
| C               | 6  | Magnus Sylling Olsen    |     | 58’ |
| A               | 9  | Glenn Roberts           |     |     |
| A               | 18 | Khari Stephenson        |     | 58’ |
| Allenatore:     |    |                         |     |     |
| Kjetil Rekdal   |    |                         |     |     |

| Rosenborg       |    |                         |     |     |
|                 |    |                         |     |     |
| P               | 1  | Daniel Örlund           |     |     |
| D               | 2  | Mikael Lustig           |     |     |
| D               | 13 | Kris Stadsgaard         | 19’ |     |
| D               | 11 | Vadim Demidov           |     |     |
| D               | 3  | Mikael Dorsin           |     |     |
| C               | 4  | Anthony Annan           | 19’ |     |
| C               | 8  | Fredrik Winsnes         | 83’ |     |
| C               | 6  | Roar Strand             |     |     |
| A               | 14 | Steffen Iversen         | 36’ |     |
| A               | 10 | Morten Moldskred        | 73’ |     |
| A               | 30 | Rade Prica              |     |     |
| A disposizione: |    |                         |     |     |
| P               | 12 | Rune Almenning Jarstein |     |     |
| D               | 16 | Simen Wangberg          |     |     |
| C               | 7  | Trond Olsen             |     | 36’ |
| C               | 20 | Abdou Razack Traoré     |     |     |
| C               | 23 | Gjermund Åsen           |     | 83’ |
| C               | 28 | Markus Henriksen        |     | 73’ |
| A               | 17 | Kjell Rune Sellin       |     |     |
| Allenatore:     |    |                         |     |     |
| Erik Hamrén     |    |                         |     |     |

### Squadra vincitrice
| Vincitore della Superfinalen 2010 |
| --------------------------------- |
| Rosenborg (1º titolo)             |